# フリードリヒ3世 (上ロートリンゲン公)
フリードリヒ3世（ドイツ語：Friedrich III., 1020年ごろ - 1033年）は、バル伯および上ロートリンゲン公（在位：1026/7年 - 1033年）。

## 生涯
フリードリヒ2世とマティルデ・フォン・シュヴァーベンの息子であり、祖父ディートリヒ1世（1026/7年没）の継承者であった。
公爵としてのフリードリヒ3世について知られていることはほとんどなく、未成年の公爵の摂政の名すら伝わっていない。フリードリヒ3世は1033年に未婚で子女なく死去した。母方の叔母で神聖ローマ皇帝コンラート2世の妃ギーゼラはフリードリヒ3世の姉妹ゾフィアとベアトリクスを手元に引き取った。
皇帝コンラート2世は上ロートリンゲンを父フリードリヒ2世のはとこにあたる下ロートリンゲン公ゴツェロ1世に与えたため、2つのロートリンゲン公領はこの後数年間統合された。